# Ruellia malabarica
Ruellia malabarica är en akantusväxtart som beskrevs av Vincenz Franz Kosteletzky. Ruellia malabarica ingår i släktet Ruellia och familjen akantusväxter. Inga underarter finns listade i Catalogue of Life.